# League of Legends EMEA Championship
La League of Legends EMEA Championship (LEC) es la máxima competición profesional de deportes electrónicos del videojuego multijugador de arena de batalla en línea League of Legends en EMEA (Europa, Oriente Medio y África). Es organizada por Riot Games, y compiten diez equipos.
Cada temporada anual está divida en tres partes (splits) con formato de liga: invierno, primavera y verano, concluyendo cada una con un torneo de doble eliminación (playoffs) en el que se enfrentan los ocho primeros equipos de la tabla. Al final de la temporada, los tres-cuatro mejores clasifican al Campeonato Mundial de League of Legends.
Con la excepción de eventos puntuales, todas las partidas de la LEC son jugadas en vivo en el estudio de Riot Games en Adlershof, Berlín, Alemania. En adición a un pequeño público en el estudio, las partidas también son transmitidas en diferentes idiomas por Twitch y YouTube, con audiencias promedio de 200 000 espectadores. Sin embargo, la pandemia de COVID-19 obligó a que la mayoría de partidas fueran jugadas con los equipos en sus respectivas oficinas, y a que las pocas llevadas a cabo en el estudio fueran realizadas sin público presencial.

## Historia
Riot Games lanzó League of Legends en octubre de 2009, atrayendo la atención de la comunidad competitiva de videojuegos. Las dos primeras temporadas de competitivo consistieron en una serie de torneos mayoritariamente organizados por terceros, como el Intel Extreme Masters (IEM) en Europa, culminando con un campeonato mundial organizado por Riot Games.
La compañía de videojuegos anuncia el 6 de agosto de 2012 la creación del formato de LCS para 2013, creando una liga enteramente profesional manejada por la propia empresa con un horario regular y salarios garantizados para los jugadores, participando un total de ocho equipos. Dado que la LCS se lanzó en el tercer año de competitivo profesional, se denominó "temporada 3". Cada temporada de LCS se dividió en dos splits, en primavera y verano. Las primeras partidas del primer split de primavera tuvieron lugar el 7 de febrero de 2013 en Norteamérica y el 9 de febrero de 2013 en Europa.
Al final de la temporada 4, la liga expandió sus plazas en Europa a un total de 10 equipos para el inicio de la temporada 5. Además, Riot Games introdujo el concepto de "puntos de campeonato", que ganarían los equipos con base en su actuación y resultados a lo largo de los dos splits y playoffs que servirían para clasificarse al Campeonato Mundial de League of Legends.
En 2019 la liga se renombró a League of Legends European Championship (LEC), traducido al español como Campeonato Europeo de League of Legends o Campeonato de Europa de League of Legends, introduciendo un nuevo sistema de franquicias. Siguiendo el ejemplo de la NA LCS, que había adoptado este modelo un año antes, Riot Games seleccionó a 10 socios permanentes, reemplazando el anterior formato de ascensos y descensos. La liga secundaria de la EU LCS, la EU Challenger Series (EUCS) fue suspendida y reemplazada por un torneo independiente llamado European Masters, que confrontaba a los mejores equipos de las múltiples ligas regionales europeas (ERLs).
En 2020, la liga anunció a través de su cuenta pública de Twitter una asociación con Neom, la ciudad planificada de Arabia Saudí. Dicha noticia tuvo un pésimo recibimiento por parte de los fans de la competición y por el propio equipo detrás de la LEC, con duras críticas a las violaciones a los derechos humanos cometidas en la región: el conjunto de comentaristas de la liga expresó a través de la misma red social su condena total a la decisión tomada y una negativa a comentar los partidos hasta que se retirara el acuerdo con Neom. Debido a la presión, tan solo 14 horas después al anuncio se informaba de la suspensión del acuerdo de patrocinio. Alberto Guerrero, director de esports de Riot Games en EMEA, emitió un comunicado disculpándose por la situación.
En marzo de 2025 la LEC hizo oficial que llegará a España años después de la mano de Movistar KOI el 26 y 27 de abril.

## Formato
Desde el cambio de nombre y formato en 2019, 10 equipos europeos seleccionados mediante un sistema de franquicias compiten en LEC. Cada temporada se divide en dos splits. La temporada regular de cada split se extiende nueve semanas en las que cada equipo juega contra los demás dos veces un mejor de 1. con un total de 18 partidos. Al final del split, los 6 equipos que han acumulado más victorias a lo largo de la temporada regular pasan a una fase eliminatoria (playoffs) donde juegan para determinar los resultados finales.
El formato actual de playoffs, introducido en 2020, es una modificación del modelo torneo de doble eliminación: los cuatro mejores equipos van al winner's bracket, y los dos restantes pasan directamente al loser's bracket. El winner's bracket se juega como un torneo de eliminatoria normal, con los equipos derrotados pasan al winner's bracket. El winner's bracket sigue el formato de un rey de la colina, donde los dos equipos con menos victorias juegan en el primer partido, y cada partido subsecuente enfrenta al ganador de la serie anterior con el próximo equipo de posición más baja. El mejor equipo del winner's bracket y el mejor equipo del loser's bracket juegan el uno contra el otro en la gran final. Todas las series de playoffs son mejores de 5.
El ganador de los playoffs del split de primavera se clasifica al Mid-Season Invitational. El ganador de los playoffs del split de verano se clasifica directamente al Campeonato Mundial. Los otros dos representantes de la región en los mundiales eran elegidos por un sistema de "puntos de campeonato", aunque en 2021 fueron los tres equipos con mejores resultados en playoffs.

## Historial

### Por temporada
| Año    | Split         | Campeón      | Subcampeón         | Tercero            | Cuarto             | Clasificado para Worlds | Clasificado para Worlds | Clasificado para Worlds | Clasificado para Worlds |
| Año    | Split         | Campeón      | Subcampeón         | Tercero            | Cuarto             | Seed 1                  | Seed 2                  | Seed 3                  | Seed 4                  |
| EU LCS | EU LCS        | EU LCS       | EU LCS             | EU LCS             | EU LCS             | EU LCS                  | EU LCS                  | EU LCS                  | EU LCS                  |
| ------ | ------------- | ------------ | ------------------ | ------------------ | ------------------ | ----------------------- | ----------------------- | ----------------------- | ----------------------- |
| 2013   | Primavera     | Fnatic       | Gambit Gaming      | Evil Geniuses      | SK Gaming          | Fnatic                  | Lemondogs               | Gambit Gaming           |                         |
| 2013   | Verano        | Fnatic       | Lemondogs          | Gambit Gaming      | Evil Geniuses      | Fnatic                  | Lemondogs               | Gambit Gaming           |                         |
| 2014   | Primavera     | Fnatic       | SK Gaming          | Roccat             | Alliance           | Alliance                | Fnatic                  | SK Gaming               |                         |
| 2014   | Verano        | Alliance     | Fnatic             | SK Gaming          | Roccat             | Alliance                | Fnatic                  | SK Gaming               |                         |
| 2015   | Primavera     | Fnatic       | Unicorns of Love   | H2k-Gaming         | SK Gaming          | Fnatic                  | H2k-Gaming              | Origen                  |                         |
| 2015   | Verano        | Fnatic       | Origen             | H2k-Gaming         | Unicorns of Love   | Fnatic                  | H2k-Gaming              | Origen                  |                         |
| 2016   | Primavera     | G2 Esports   | Origen             | Fnatic             | H2k-Gaming         | G2 Esports              | H2k-Gaming              | Splyce                  |                         |
| 2016   | Verano        | G2 Esports   | Splyce             | H2k-Gaming         | Unicorns of Love   | G2 Esports              | H2k-Gaming              | Splyce                  |                         |
| 2017   | Primavera     | G2 Esports   | Unicorns of Love   | Fnatic             | Misfits Gaming     | G2 Esports              | Misfits Gaming          | Fnatic                  |                         |
| 2017   | Verano        | G2 Esports   | Misfits Gaming     | Fnatic             | H2k-Gaming         | G2 Esports              | Misfits Gaming          | Fnatic                  |                         |
| 2018   | Primavera     | Fnatic       | G2 Esports         | Splyce             | Team Vitality      | Fnatic                  | Team Vitality           | G2 Esports              |                         |
| 2018   | Verano        | Fnatic       | Schalke 04 Esports | Team Vitality      | Misfits Gaming     | Fnatic                  | Team Vitality           | G2 Esports              |                         |
| LEC    |               |              |                    |                    |                    |                         |                         |                         |                         |
| 2019   | Primavera     | G2 Esports   | Origen             | Fnatic             | Splyce             | G2 Esports              | Fnatic                  | Splyce                  |                         |
| 2019   | Verano        | G2 Esports   | Fnatic             | Schalke 04 Esports | Rogue              | G2 Esports              | Fnatic                  | Splyce                  |                         |
| 2020   | Primavera     | G2 Esports   | Fnatic             | MAD Lions          | Origen             | G2 Esports              | Fnatic                  | Rogue                   | MAD Lions               |
| 2020   | Verano        | G2 Esports   | Fnatic             | Rogue              | MAD Lions          | G2 Esports              | Fnatic                  | Rogue                   | MAD Lions               |
| 2021   | Primavera     | MAD Lions    | Rogue              | G2 Esports         | Schalke 04 Esports | MAD Lions               | Fnatic                  | Rogue                   |                         |
| 2021   | Verano        | MAD Lions    | Fnatic             | Rogue              | G2 Esports         | MAD Lions               | Fnatic                  | Rogue                   |                         |
| 2022   | Primavera     | G2 Esports   | Rogue              | Fnatic             | Misfits Gaming     | Rogue                   | G2 Esports              | Fnatic                  | MAD Lions               |
| 2022   | Verano        | Rogue        | G2 Esports         | Fnatic             | MAD Lions          | Rogue                   | G2 Esports              | Fnatic                  | MAD Lions               |
| 2023   | Invierno      | G2 Esports   | MAD Lions          | KOI                | SK Gaming          | G2 Esports              | Fnatic                  | MAD Lions               | Team BDS                |
| 2023   | Primavera     | MAD Lions    | Team BDS           | Team Vitality      | G2 Esports         | G2 Esports              | Fnatic                  | MAD Lions               | Team BDS                |
| 2023   | Verano        | G2 Esports   | Excel Esports      | Fnatic             | Team Heretics      | G2 Esports              | Fnatic                  | MAD Lions               | Team BDS                |
| 2023   | Season Finals | G2 Esports   | Fnatic             | MAD Lions          | Team BDS           | G2 Esports              | Fnatic                  | MAD Lions               | Team BDS                |
| 2024   | Invierno      | G2 Esports   | MAD Lions KOI      | Team BDS           | Fnatic             | G2 Esports              | Fnatic                  | MAD Lions KOI           |                         |
| 2024   | Primavera     | G2 Esports   | Fnatic             | Team BDS           | Team Vitality      | G2 Esports              | Fnatic                  | MAD Lions KOI           |                         |
| 2024   | Verano        | G2 Esports   | Fnatic             | Team BDS           | Karmine Corp       | G2 Esports              | Fnatic                  | MAD Lions KOI           |                         |
| 2024   | Season Finals | G2 Esports   | Fnatic             | MAD Lions KOI      | Team BDS           | G2 Esports              | Fnatic                  | MAD Lions KOI           |                         |
| 2025   | Invierno      | Karmine Corp | G2 Esports         | Fnatic             | Movistar KOI       |                         |                         |                         |                         |
| 2025   | Primavera     | Movistar KOI | G2 Esports         | Karmine Corp       | Fnatic             |                         |                         |                         |                         |
| 2025   | Verano        |              |                    |                    |                    |                         |                         |                         |                         |

### Por equipo
Los equipos en cursiva denota equipo que ya no participa en la liga.
| Equipo             | Títulos | Subcampeón | Temporadas campeón | Temporadas subcampeón |
| ------------------ | ------- | ---------- | --- | --- |
| G2 Esports         | 16      | 4          | Primavera 2016, Verano 2016, Primavera 2017, Verano 2017, Primavera 2019, Verano 2019, Primavera 2020, Verano 2020, Primavera 2022, Invierno 2023, Verano 2023, Season Finals 2023, Invierno 2024, Primavera 2024, Verano 2024, Season Finals 2024 | Primavera 2018, Verano 2022, Invierno 2025, Primavera 2025                                                                              |
| Fnatic             | 7       | 9          | Primavera 2013, Verano 2013, Primavera 2014, Primavera 2015, Verano 2015, Primavera 2018, Verano 2018 | Verano 2014, Verano 2019, Primavera 2020, Verano 2020, Verano 2021, Season Finals 2023, Primavera 2024, Verano 2024, Season Finals 2024 |
| Movistar KOI       | 4       | 3          | Primavera 2021, Verano 2021, Primavera 2023, Primavera 2025 | Verano 2016, Invierno 2023, Invierno 2024                                                                                               |
| Rogue              | 1       | 2          | Verano 2022 | Primavera 2021, Primavera 2022 |
| Alliance           | 1       | 0          | Verano 2014 | |
| Karmine Corp       | 1       | 0          | Invierno 2025 | |
| Origen             | 0       | 3          | | Verano 2015, Primavera 2016, Primavera 2019                                                                                             |
| Unicorns of Love   | 0       | 2          | | Primavera 2015, Primavera 2017 |
| Gambit Gaming      | 0       | 1          | | Primavera 2013 |
| Lemondogs          | 0       | 1          | | Verano 2013 |
| SK Gaming          | 0       | 1          | | Primavera 2014 |
| Misfits Gaming     | 0       | 1          | | Verano 2017 |
| Schalke 04 Esports | 0       | 1          | | Verano 2018 |
| Team BDS           | 0       | 1          | | Primavera 2023 |
| GIANTX             | 0       | 1          | | Verano 2023 |